# Vespasiano (Brasile)
Vespasiano è un comune del Brasile nello Stato del Minas Gerais, parte della mesoregione Metropolitana di Belo Horizonte e della microregione di Belo Horizonte.
Dista 15 km dall'Aeroporto Internazionale di Belo Horizonte-Confins.